# La Estribera
La Estribera är en ort i Mexiko.   Den ligger i kommunen Soteapan och delstaten Veracruz, i den sydöstra delen av landet, 500 km öster om huvudstaden Mexico City. La Estribera ligger 143 meter över havet och antalet invånare är 737.
Terrängen runt La Estribera är platt söderut, men norrut är den kuperad. Runt La Estribera är det ganska tätbefolkat, med 56 invånare per kvadratkilometer. Närmaste större samhälle är Acayucan, 18,7 km söder om La Estribera. Omgivningarna runt La Estribera är en mosaik av jordbruksmark och naturlig växtlighet.